# Harpesaurus
Harpesaurus es un género de iguanios de la familia Agamidae. Sus especies son endémicas de las islas de la Sonda de la región indomalaya.

## Especies
Se reconocen las 5 especies siguientes:
- Harpesaurus beccarii Doria, 1888
- Harpesaurus borneensis (Mertens, 1924)
- Harpesaurus ensicauda Werner, 1913
- Harpesaurus modiglianii Vinciguerra, 1933
- Harpesaurus tricinctus (Duméril, 1851)